# The Murder of Sonic the Hedgehog
The Murder of Sonic the Hedgehog (с англ. — «Убийство Ежа Соника») — компьютерная игра в жанре визуальной новеллы, разработанная студией Sega Social Team и изданная компанией Sega для Windows и macOS в 2023 году. Цель игры — допрашивать различных персонажей из вселенной Sonic, чтобы расследовать предполагаемое убийство Соника в день рождения Эми Роуз. Sega выпустила The Murder of Sonic the Hedgehog в качестве бесплатной игры 31 марта 2023 года, приуроченной ко Дню смеха.

## Игровой процесс

Скриншот части игры в жанре визуальной новеллы. Тело Соника находят Тейлз и Эми, причем последняя предполагает, что он просто подыгрывает им.

Во время расследования игрок изучает предметы на локациях и ведёт допрос других персонажей, чтобы собрать доказательства. Как только их будет собрано достаточное количество, игрок сможет провести допрос и предоставить правильные доказательства, чтобы подтвердить или опровергнуть показания другого персонажа. По завершении допроса игрок переходит на следующую локацию. Во время допросов игрок время от времени может сыграть в мини-игру «Думай» (англ. Think). На это время игрок управляет Соником в игре с использованием изометрической перспективы, где необходимо собирать кольца, уклоняясь от приближающихся опасностей. Игрок должен собрать определённое количество колец, чтобы перейти к следующему этапу допроса, при этом сложность мини-игр возрастает по мере прохождения игры.

## Синопсис
Чтобы отпраздновать день рождения Эми Роуз, она и её друзья Соник, Тейлз, Наклз, Эспио, Вектор, Руж, Блейз и Шэдоу собираются в поезде «Мираж-Экспресс», предназначенном для особых мероприятий, но внезапно становятся участниками в деле о загадочном убийстве. Игрок управляет новым сотрудником на борту поезда, который, согласно указаниям кондуктора, по мере необходимости оказывает помощь героям.

## Разработка
Разработка The Murder of Sonic the Hedgehog заняла год. Игра была разработана командой по социальным медиа бренда Sonic во главе с нынешним медиаменеджером Кэти Хшановской. Концепция игры была задумана в 2020 году во время премьеры фильма «Соник в кино». Разработка началась в конце марта 2022 года и завершилась 31 марта 2023 года, в то время, когда игра была выпущена ко Дню смеха. 
Игра была вдохновлена викторианской атмосферой и детективными историями. Персонажи были подобраны так, чтобы они соответствовали ролям, которые, по мнению разработчиков, были им наиболее близки. Новый главный герой, Барри, был создан для того, чтобы игрок мог взаимодействовать с персонажами от третьего лица. Крольчиха Крим и пчела Чарми рассматривались как потенциальные подозреваемые, но в итоге команда решила не включать их в игру, посчитав, что они слишком юны для участия.

## Отзывы критиков
| Сводный рейтинг    | Сводный рейтинг |
| Агрегатор          | Оценка          |
| ------------------ | --------------- |
| Metacritic         | 84/100          |
| OpenCritic         | 82/100          |
| Иноязычные издания |                 |
| Издание            | Оценка          |
| TheSixthAxis       | 8/10            |
| Noisy Pixel        | 10/10           |

Согласно агрегатору обзоров Metacritic, игра The Murder of Sonic the Hedgehog получила «в основном положительные отзывы». Грейсон Морли из Polygon выразил восхищение игрой, отметив, что она превзошла ожидания от игры, выпущенной в шутку на 1 апреля, благодаря своему художественному оформлению, юмору, музыкальному сопровождению и искренней подаче.
Аран Садди из TheSixthAxis назвал проект «увлекательным» и «хорошо отполированным», несмотря на то, что он выпускался как «первоапрельская шутка».
Орфеус Джошуа из Noisy Pixel, оставшись довольным игрой, отметил, что Sega произвела «фурор», выпустив приключенческий визуальный роман на тему Соника.
Как отметил Eurogamer, игра была тепло встречена игроками, и в первые выходные после выпуска она получила «исключительно положительные» рейтинги по отзывам пользователей на Steam. По данным Хшановской, за первую неделю игру скачали более миллиона раз.